# Uli Gleichmann
Uli Gleichmann (* 22. Dezember 1958 in Berlin) ist ein deutscher Pantomimen-, Comedy- und Walkact-Künstler.
Der Mitbegründer der Comedy-Gruppe Mime Crime und Preisträger des seinerzeit höchstdotierten deutschen Kleinkunstpreises, der "St. Ingberter Pfanne" 1994, ist ein Absolvent der Berliner Schule für darstellende Künste "Die Etage". Durch Auftritte im In- und Ausland sowie durch das Soloprogramm "Der Illusionist" konnte sich Gleichmann in der Kleinkunst-Szene etablieren.
Schwerpunkt seiner Arbeit sind Walkacts und Theaterauftritte in Deutschland.

## Auszeichnungen
- 1996: St. Ingberter Pfanne
- 1999: Tollwood-Festival in München – 1. Preis beim Künstlerwettbewerb